# Georges Goven
Georges Goven (* 26. April 1948 in Lyon) ist ein ehemaliger französischer Tennisspieler.

## Karriere
Bereits in seiner Jugend war Georges Goven erfolgreich. 1964 und 1965 erreichte er die Finalpartien beim Junioreneinzel der French-Open-Sieger, wo er gegen Cliff Richey und Gerald Battrick verlor. 1965 verlor er außerdem das Juniorenfinale in Wimbledon gegen Wladimir Korotkow. Sein größter Juniorenerfolg war der Titelgewinn im Junioreneinzel der Australian Open 1965.
Während er auf Jugendturnieren antrat, spielte er ebenfalls erfolgreich bei Herrenturnieren. So kam er 1965 mt 16 Jahren bereits ins Achtelfinale der Australian Open, wo er John Newcombe unterlag. Im selben Jahr verlor ein Turnierfinale in Monte Carlo gegen François Jauffret.
Bis zum Beginn der Open Era erreichte er zwei weitere Viertelfinalpartien. 1968 schied er ebenfalls in Monte Carlo gegen Toomas Leius aus. Im Doppel verlor er seine Halbfinalpartie an der Seite von Jean-Claude Barclay gegen die späteren Turniersieger Sergei Lichatschow und Alex Metreweli. Bis zum Mai 1970 erreichte er zwei weitere Viertelfinalrunden bei unterschiedlichen Turnieren. Der Mai 1970 war für Goven in zweierlei Hinsicht ein großer Erfolg. In Berlin erreichte er zum ersten Mal auf dem Grand Prix Tennis Circuit ein Finale, welches er gegen Christian Kuhnke für sich entscheiden konnte und damit seinen einzigen Einzeltitel seiner Karriere auf der Tour holte. Zwei Wochen später zog er ins Halbfinale des French Open ein, das er gegen Jan Kodeš verlor. Außerdem erreichte er gemeinsam mit François Jauffret das Halbfinale in der Doppelkonkurrenz der French Open, in dem sie sich Arthur Ashe und Charlie Pasarell geschlagen geben mussten. Dies waren seine erfolgreichsten Ergebnisse bei Grand-Slam-Turnieren, was sich allerdings nicht in der Tennisweltrangliste widerspiegelte, die erst 1970 eingeführt wurde. Er erreichte dort 1973 mit Rang 56 seinen Bestwert. Im Doppel stand er 1979 auf Platz 108 am höchsten.
Zwischen 1970 und 1975 erreichte er fünf weitere Einzelfinalrunden auf der Tour, die er jedoch allesamt verlor. Im Doppel gewann er eines von ebenfalls fünf erreichten Endspielen. 1971 gewann er mit Pierre Barthès das Doppelturnier in Palermo, wo sie im Finale Ion Țiriac und Ilie Năstase besiegten. Nach 1975 schaffte er es nur noch zweimal in die Vorschlussrunde eines Turniers: 1977 in Aix-en-Provence, wo er gegen Ilie Năstase unterlag, und 1982 in Kairo, wo er gegen Brad Drewett ausschied. Einen weiteren Erfolg konnte er 1981 feiern, als er beim Challenger-Turnier in Brüssel den Titel holte.
Zwischen 1967 und 1974 trat er in neun Begegnungen für die französische Davis-Cup-Mannschaft an, wo seine Bilanz 9:15 lautete.
Sein letztes Turnier bestritt er im Januar 1985. Nach seiner aktiven Karriere arbeitete als Trainer. So war er 1993 bis 1994 Kapitän der französischen Davis-Cup-Mannschaft und zwischen 2005 und 2008 Kapitän der französischen Fed-Cup-Mannschaft. Außerdem war er als Tennis-Kommentator im Fernsehen tätig.

## Erfolge
| Legende (Anzahl der Siege) |
| Grand Slam                 |
| Sonstige Turniere (2)      |
| ATP Challenger Tour (1)    |

| Grand-Prix-Titel nach Belag |
| --------------------------- |
| Hartplatz (0)               |
| Sand (2)                    |
| Rasen (0)                   |

### Einzel

#### Turniersiege

##### ATP Tour
| Nr. | Datum        | Turnier | Belag | Finalgegner      | Ergebnis           |
| --- | ------------ | ------- | ----- | ---------------- | ------------------ |
| 1.  | 11. Mai 1970 | Berlin  | Sand  | Christian Kuhnke | 6:2, 2:6, 6:1, 6:3 |

##### Challenger Tour
| Nr. | Datum           | Turnier | Belag | Finalgegner    | Ergebnis      |
| --- | --------------- | ------- | ----- | -------------- | ------------- |
| 1.  | 24. August 1981 | Brüssel | Sand  | Erick Iskersky | 6:7, 7:6, 6:3 |

#### Finalteilnahmen
| Nr. | Datum           | Turnier      | Belag   | Finalgegner      | Ergebnis                |
| --- | --------------- | ------------ | ------- | ---------------- | ----------------------- |
| 1.  | 6. Juli 1970    | Båstad       | Sand    | Dick Crealy      | 3:6, 1:6, 1:6           |
| 2.  | 19. April 1971  | Catania      | Sand    | Jan Kodeš        | 3:6, 0:6, 2:6           |
| 3.  | 2. Februar 1972 | Des Moines   | Teppich | Pancho Gonzales  | 6:3, 6:4, 3:6, 4:6, 2:6 |
| 4.  | 13. August 1973 | Indianapolis | Sand    | Manuel Orantes   | 4:6, 1:6, 4:6           |
| 5.  | 5. Mai 1975     | Florenz      | Sand    | Paolo Bertolucci | 3:6, 2:6                |

### Doppel

#### Turniersiege
| Nr. | Datum          | Turnier | Belag | Partner        | Finalgegner             | Ergebnis |
| --- | -------------- | ------- | ----- | -------------- | ----------------------- | -------- |
| 1.  | 18. April 1971 | Palermo | Sand  | Pierre Barthès | Ion Țiriac Ilie Năstase | 6:2, 6:3 |

#### Finalteilnahmen
| Nr. | Datum             | Turnier       | Belag       | Partner                 | Finalgegner               | Ergebnis           |
| --- | ----------------- | ------------- | ----------- | ----------------------- | ------------------------- | ------------------ |
| 1.  | 27. November 1972 | Brisbane      | Rasen       | Wanaro N’Godrella       | Ross Case Geoff Masters   | 2:6, 7:6, 2:6, 6:7 |
| 2.  | 21. April 1973    | Monte Carlo   | Sand        | Patrick Proisy          | Juan Gisbert Ilie Năstase | 2:6, 2:6, 2:6      |
| 3.  | 21. Januar 1974   | Philadelphia  | Teppich (i) | Jean-Baptiste Chanfreau | Pat Cramer Mike Estep     | 1:6, 1:6           |
| 2.  | 11. August 1974   | Bretton Woods | Sand        | François Jauffret       | Jeff Borowiak Rod Laver   | 3:6, 2:6           |